# Mesoniscus calcivagus
Mesoniscus calcivagus är en kräftdjursart som beskrevs av Karl Wilhelm Verhoeff 1914. Mesoniscus calcivagus ingår i släktet Mesoniscus och familjen Meoniscidae. Inga underarter finns listade i Catalogue of Life.